# The 1972 Annual World's Best SF
The 1972 Annual World's Best SF este o antologie de povestiri științifico-fantastice editată de Donald A. Wollheim și Arthur W. Saha. Acesta este primul volum dintr-o serie de nouăsprezece cărți. A fost unul dintre cele două volume care au apărut ca o continuare a World's Best Science Fiction: 1971 din anul precedent care a fost editat de Wollheim și Terry Carr pentru Ace Books, celălalt fiind The Best Science Fiction of the Year editat de Carr. Wollheim a părăsit în 1971 Ace Books și a fondat DAW Books.
The 1972 Annual World's Best SF a a fost publicat pentru prima dată cu copertă broșată de către DAW Books în mai 1972, urmat de o ediție cu copertă dură, publicată în iulie de aceiași editură, ca selecție a Science Fiction Book Club. Pentru ediția cu copertă dură, coperta originală a lui John Schoenherr a fost înlocuită de o nouă pictură de copertă a lui Frank Frazetta. Ediția cu copertă broșată a fost reeditată de DAW în decembrie 1977 sub titlul Wollheim's World's Best SF: Series One, de data aceasta cu o copertă de John Berkey. 
Cartea colectează paisprezece nuvelete și povestiri ale diferiților autori de science fiction, cu o prefață a lui Wollheim. Majoritatea povestirilor au fost publicate anterior în 1970 sau 1971 în revistele The Magazine of Fantasy & Science Fiction, Galaxy Magazine, Analog, Playboy și If, în antologiile Quark/4, Orbit 8, Orbit 9 și New Writings in SF 19 și în colecția In the Pocket and Other S-F Stories / Gather in the Hall of the Planets. O povestire a fost publicată pentru prima dată în această antologie.

## Cuprins
- "Introduction" (Donald A. Wollheim)
- "The Fourth Profession" (Larry Niven)
- "Gleepsite" (Joanna Russ)
- "The Bear with the Knot on His Tail" (Stephen Tall)
- "The Sharks of Pentreath" (Michael G. Coney)
- "A Little Knowledge" (Poul Anderson)
- "Real-Time World" (Christopher Priest)
- "All Pieces of a River Shore" (R. A. Lafferty) (Originally published in 1970)
- "With Friends Like These . . ." (Alan Dean Foster)
- "Aunt Jennie's Tonic" (Leonard Tushnet)
- "Timestorm" (Eddy C. Bertin)
- "Transit of Earth" (Arthur C. Clarke)
- "Gehenna" (K. M. O'Donnell)
- "One Life, Furnished in Early Poverty" (Harlan Ellison) (Originally published in 1970)
- "Occam's Scalpel" (Theodore Sturgeon)

## Premii
"The Fourth Profession" (cu sensul de „A patra profesie”) a fost nominalizată la Premiul Hugo din 1972 pentru cea mai bună nuvelă . 
"The Bear with the Knot on His Tail"  (cu sensul de „Ursul cu coada înnodată”) a fost nominalizată la Premiul Hugo din 1972 pentru cea mai bună povestire și s-a clasat pe locul șapte în sondajul Premiilor Locus pentru cea mai bună ficțiune scurtă. 

## Vezi și
- 1972 în științifico-fantastic
- The 1973 Annual World's Best SF
- The 1974 Annual World's Best SF
- Isaac Asimov Presents The Great SF Stories 1 (1939)